# Paramyxoviridae

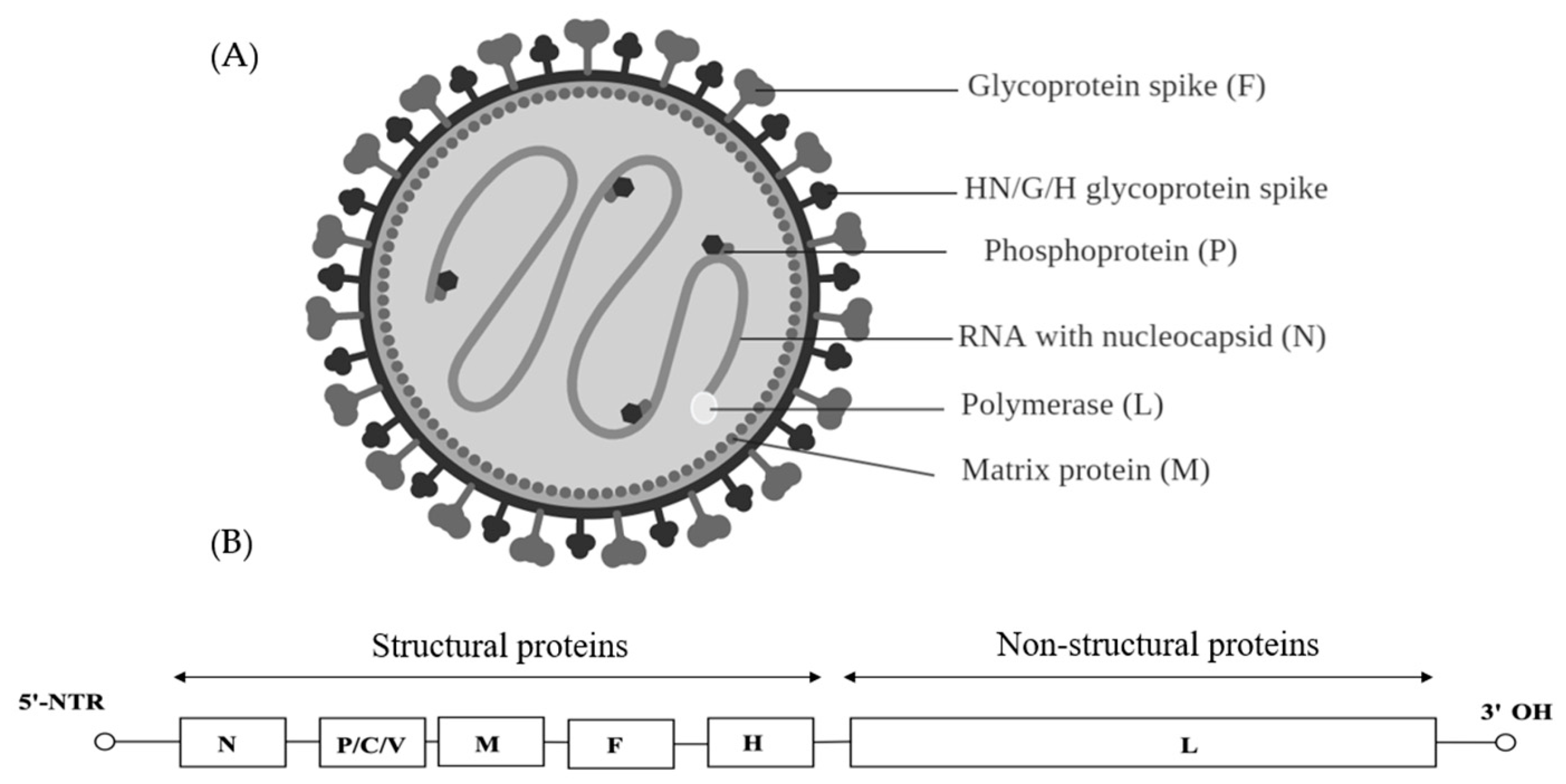
Dibujo esquemático de un Virión (150 nm) y genoma de la familia Paramyxoviridae

Paramyxoviridae es una familia de virus que infectan animales. Poseen un genoma con ARN de cadena sencilla de polaridad negativa como ácido nucleico. Forman parte del orden Mononegavirales. Albergan su información genética en una cápside cubierta de envoltura viral y estructuralmente definida por una simetría helicoidal, de un tamaño de 125 a 250 x 18 nm, con envoltura, pleomórfico y una nucleocápside filamentosa. La replicación de los viriones ocurre en el citoplasma de las células del huésped.

## Patologías
Los miembros de la familia del virus son responsables de distintas enfermedades humanas, como el sarampión y las paperas; dos de los virus se sabe que provocan neumonía en los humanos: el virus sincitial respiratorio (VSR) y el de la parainfluenza. El virus de la Parainfluenza también causa bronquitis y garrotillo (o croup), especialmente en los niños. Los paramixovirus son también responsables de un determinado rango de enfermedades, como el moquillo canino, de entre otras especies animales.

## Taxonomía
Sus subfamilias y géneros representativos son:
- Subfamilia Avulavirinae
  - Género Metaavulavirus
  - Género Orthoavulavirus
  - Género Paraavulavirus
- Subfamilia Metaparamyxovirinae
  - Género Synodonvirus
- Subfamilia Orthoparamyxovirinae
  - Género Aquaparamyxovirus
  - Género Ferlavirus
  - Género Henipavirus (especie tipo virus Hendra; incluye otros como virus Nipah)
  - Género Jeilongvirus
  - Género Morbillivirus (especie tipo virus del sarampión; incluye otros como virus de la peste bovina, virus del moquillo, phocine distemper virus)
  - Género Narmavirus
  - Género Respirovirus (especie tipo virus Sendai; incluye otros como Human parainfluenza virus 1 y 3, así como algunos de los virus del resfriado común)
  - Género Salemvirus
- Género Rubulavirus
  - Género Orthorubulavirus
  - Género Pararubulavirus
    - Virus Menangle , Virus Tioman